# Фрайдей, Фред
Имо Фред Фрайдей (нидерл. Imoh Fred Friday; родился 18 мая 1995 года, Порт-Харкорт) — нигерийский футболист, нападающий израильского клуба «Бейтар».

## Клубная карьера

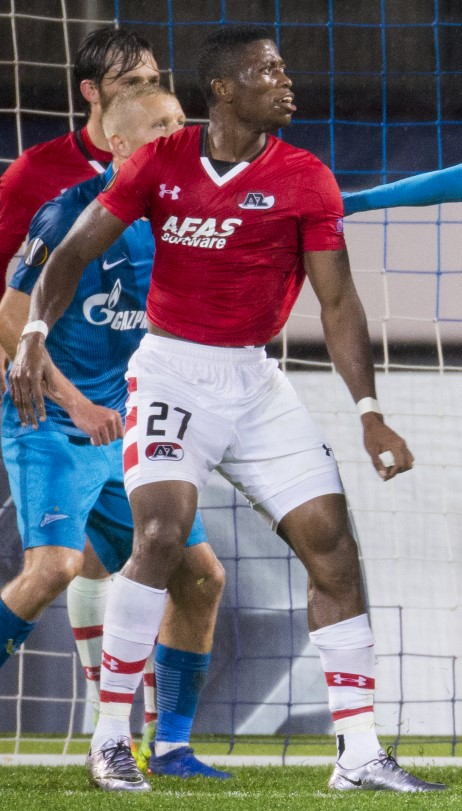
Фрайдей в составе АЗ

Фрайдей начал заниматься футболом в местной команде «Бужок». В 2013 году его заметили скауты норвежского клуба «Лиллестрём» и пригласили на просмотр. 16 августа Фред подписал свой первый профессиональный контракт с норвежской командой сроком на три года. 21 сентября в матче против «Хёнефосса» он дебютировал в Типпелиге, заменив во втором тайме Томаса Пирмайера. 1 августа 2014 года в поединке против «Бранна» Фрайлей забил свой первый гол за «Лиллестрём».
Летом 2016 года Фред перешёл в нидерландский АЗ, подписав с клубом четырёхлетний контракт. Сумма трансфера составила 1,5 млн. евро. Интерес к футболисту проявляли также московский «Спартак» и берлинская «Герта». 28 июля в отборочном матче Лиги Европы против греческого ПАСа Фрайдей дебютировал за АЗ, заменив во втором тайме Ваута Вегорста. 7 августа в матче против «Херенвена» он дебютировал в Эредивизи. 18 августа в квалификации Лиги Европы против сербской «Войводины» Фред забил свой первый гол за АЗ.
В начале 2018 года Фрайдей на правах аренды перешёл в роттердамскую «Спарту». 16 января в матче против «Витесса» он дебютировал за новую команду. 4 февраля в поединке против «Виллем II» Фред забил свой первый гол за «Спарту».